# Alex Meraz
Alejandro Meraz, más conocido como Alex Meraz (n. Mesa, Estados Unidos; 10 de enero de 1985), es un actor estadounidense y artista marcial. Es conocido por su papel de Paul, el miembro más temperamental de la manada de hombres lobo de la tribu quileute en la película The Twilight Saga: New Moon, secuela de la película del 2008 Crepúsculo.

## Biografía
Meraz nació en Arizona, de padres mexicanos de ascendencia purépecha. Estudió en la «New School for the Arts» (Nueva Escuela de Artes), y es un ávido pintor e ilustrador. Además de bailar break-dance, Alex se destaca en la danza indígena y contemporánea. Ha estudiado artes marciales mixtas, ganando numerosos torneos de karate y el arte marcial de la capoeira.

## Vida personal
Está casado con una vietnamita americana, Kim. Su esposa, una fan de Twilight, le dijo que debía audicionar para The Twilight Saga: New Moon, creyendo que era perfecto para el papel. 
Tienen un hijo llamado Somak, del que el actor Raoul Trujillo, amigo de Meraz, es padrino. Somak significa "hermoso" en quechua, una lengua indígena originaria de Perú.

## Filmografía
| Año  | Título                                    | Personaje          | Notas                        |
| ---- | ----------------------------------------- | ------------------ | ---------------------------- |
| 2005 | El Nuevo Mundo                            | Core Warrior       |                              |
| 2007 | Two Spirits, One Journey                  | Luke               | Cortometraje                 |
| 2007 | Dancing with Spirit                       | Dancer             | TV, episodio "Here on Earth" |
| 2009 | American Experience                       | Warrior            | TV                           |
| 2009 | Freedom Riders                            | Warrior            | TV                           |
| 2009 | The Twilight Saga: New Moon               | Paul               |                              |
| 2010 | The Twilight Saga: Eclipse                | Paul               |                              |
| 2011 | The Roommate                              | Frat Boy           |                              |
| 2011 | Never Back Down 2                         | Zack Gomes         |                              |
| 2011 | CSI: Nueva York                           | Odelin Gonzales Jr | TV                           |
| 2011 | The Twilight Saga: Breaking Dawn - Part 1 | Paul               |                              |
| 2012 | City of Gardens                           | Nicaragua          |                              |
| 2012 | On the Run                                | Eric               |                              |
| 2012 | Mine Games                                | TJ                 |                              |
| 2012 | The Twilight Saga: Breaking Dawn - Part 2 | Paul               |                              |
| 2013 | Raging Bull II                            | Paco               |                              |
| 2013 | Vincent & Luzy                            | Eric               |                              |
| 2016 | Escuadrón suicida                         | Dexter Tolliver    |                              |
| 2016 | Animal Kingdom                            | Javier             |                              |
| 2017 | Bright                                    | Serafin            | Netflix                      |

## Premios y nominaciones
| Año  | Premio        | Categoría | Película            | Resultado |
| ---- | ------------- | --- | ------------------- | --------- |
| 2008 | Gemini Awards | Mejor Actuación en un programa de artes escénicas o serie (compartido con Santee Smith Emily Law y Brian Solomon). | Dancing with Spirit | Nominado  |